# Vương quyền Yamato
Vương quyền Yamato (tiếng Nhật: ヤマト王権) là tổ chức chính trị, quyền lực chính trị được hình thành trên cơ sở liên minh giữa một số thị tộc có thế lực, đã nắm ngôi vua ở Yamato trong thời kỳ Kofun bắt đầu từ thế kỷ 3. Có một cách gọi nữa, đó là Triều đình Yamato, song gần đây xu hướng chuyển sang cách gọi vương quyền Yamato hoặc chính quyền Yamato, được sử dụng nhiều.
Gọi là Vương quyền Yamato bởi lẽ tập đoàn chính trị này chỉ giữ ngôi vua ở khu vực Yamato, cụ thể là khu vực trung tâm của vùng Kinki bao gồm bồn địa Nara và vài nơi xung quanh. Những nơi khác ở quần đảo Nhật Bản vẫn còn các tập đoàn chính trị khác thống trị. Mặt khác, mặc dù trong sách giáo khoa ở các trường tiểu học và trung học của Nhật Bản vẫn sử dụng cách gọi Triều đình Yamato, nhưng trong giới học thuật thì vẫn còn nhiều bất đồng về thời kỳ thành lập của cái gọi là "triều đình" và bất đồng về cách viết Yamato.

## Thành lập vương quyền

### Thời kỳ phân chia thành nhiều tiểu quốc
Vào thời kỳ Yayoi, sách Hậu Hán thư phần Đông Di truyện có ghi tại một thời điểm nay xác định là năm 107 đã có 倭国王帥升 (phiên âm Hán-Việt: Oa quốc vương Soái Thăng). 倭 là một khu vực nào đó ở Nhật Bản, 王 rõ ràng để chỉ ngôi quân chủ, còn 帥升 chính là Suishō. Tuy nhiên, Hậu Hán thư không chép chi tiết về tổ chức chính trị đó. Ngụy chí phần Oa nhân truyện có ghi rằng có 30 nước phải dùng đến phiên dịch. Điều này cho thấy vào khoảng thế kỷ 3, ở quần đảo Nhật Bản có nhiều nước nhỏ. Thêm vào đó, không phải là giữa các nước nhỏ này có sự liên kết chính trị chặt chẽ. Hậu Hán thư cho biết giữa các nước có chiến tranh, có khi dẫn tới nước không còn vua; và tư liệu khảo cổ đã chứng thực ghi chép đó. Người ta đã phát hiện ra nhiều di tích của các khu vực người sinh sống quần tụ với thành quách bằng đất và có hào sâu bao quanh hoặc những điểm quần tụ ở nơi cao không phù hợp với canh tác lúa nước, những ngôi mộ mà di thể bên trong cho thấy đã bị tử thương do chiến tranh. Những vũ khí dùng để chống con người có niên đại Yayoi khác với vũ khí để chống thú dữ có niên đại Jōmon.

### Quốc gia Yamatai
Ngụy chí, phần Oa Quốc truyện, có kể rằng vào khoảng đầu thế kỷ 3 ở nước Yamatai có Himiko được lập làm nữ vương, rồi vì chuyện đó mà xảy ra chiến loạn dẫn tới việc 30 nước liên minh với nhau, được hoàng đế nhà Tào Ngụy phong tước Thân Ngụy Oa Vương. Ở quốc gia Yamatai đã có sự phân tầng xã hội, có hình phạt, có chế độ thuế.
Về địa bàn của quốc gia Yamatai, hiện có 2 thuyết. Một thuyết cho rằng đó là vùng Kinki, còn thuyết kia cho rằng đó là vùng Kyūshū. Thuyết vùng Kinki cho rằng đã có một sự liên minh chính trị, bắt đầu từ vùng Kinki tỏa rộng đến miền bắc Kyūshū. Trong khi đó, thuyết vùng Kyūshū thì cho ngược lại. Các nghiên cứu biên niên về thời kỳ Kofun đã ủng hộ thuyết khẳng định rằng có sự liên minh chính trị giữa các tiểu quốc và tôn Himiko làm minh chủ tạo nên cái gọi là vương quyền Yamato hoặc chính quyền Yamato và quốc gia Yamatai. Nơi có di tích Makimuku ở thành phố Sakurai tỉnh Nara được xem là trung ương của liên minh tiểu quốc.
Lại theo Ngụy chí phần Oa Quốc truyện, khi Himiko qua đời, vua kế tiếp là nam giới và đã dẫn tới nội chiến. Vì thế, một thiếu nữ 13 tuổi nhưng là người trong họ với Himiko được tôn làm vua, được gọi là Toyo. Yamato Bumi gọi Toyo là Hoàng hậu Jingū (神功皇后).

### Thành lập vương quyền Yamato
Vương quyền Yamato được cho là thành lập vào thời kỳ có kiểu mộ Zenpōkōen (mộ đầu vuông đuôi tròn). Thời điểm chính xác thì các học giả vẫn chưa thống nhất, có ý kiến cho rằng là vào giữa thế kỷ 3, lại có ý kiến cho rằng vào nửa sau thế kỷ 3, cũng có ý kiến cho rằng vào cuối thế kỷ 3. Dù vậy, các ý kiến đều thống nhất rằng đây là sự liên minh chính trị không chỉ giữa các hào tộc ở vùng Kinki mà ở một phạm vi rộng hơn thế.
Nửa sau thế kỷ 3, ở vùng phía Tây quần đảo Nhật Bản mà trước hết là ở vùng Kinki xuất hiện rất nhiều các gò mộ lớn. Các nhà khảo cổ dựa vào các đặc điểm của mộ cổ thời đó mà khẳng định đó là loại mộ ở thời kỳ mới xuất hiện. Và vì các mộ của các thủ lĩnh địa phương trong khắp một phạm vi địa lý rộng lại có nhiều điểm tương đồng, nên các học giả cho rằng giữa các thủ lĩnh này có quan hệ liên minh, nói cách khác là có sự liên minh chính trị trên phạm vi địa lý rộng từ Tōkai-Hokuriku đến bắc Kyūshū với Kinki là trung tâm.
Trong số các mộ kiểu thời kỳ mới xuất hiện và có chiều dài tới hơn 200 mét thì ngôi mộ Hashihaka (dài 280 m) ở thành phố Sakurai tỉnh Nara và ngôi mộ Nishitonotsuka (dài 234 m) ở thành phố Tenri tỉnh Nara là nổi bật hơn cả. Căn cứ điều này, có sự kết luận rằng trung tâm của liên minh chính trị Yamato là vùng đông nam Nara - hay vùng đông nam Nara ngày nay chính là liên minh chính trị Yamato theo nghĩa hẹp. Liên minh chính trị này được gọi là vương quyền Yamato.
Quan hệ giữa quốc gia Yamatai và vương quyền Yamato thế nào, hiện vẫn chưa rõ.

## Phát triển vương quyền

### Thể chế mộ đầu vuông đuôi tròn

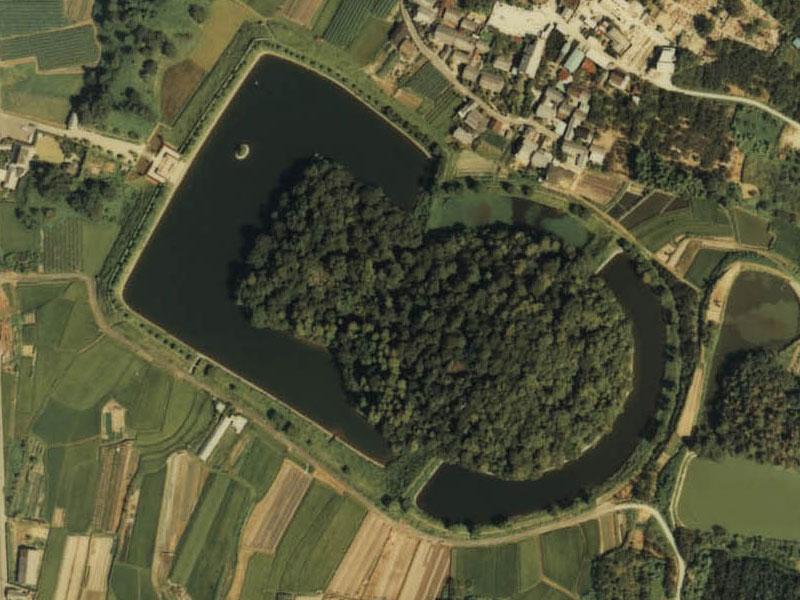
Ngôi mộ Andonyama.

Sử liệu của Trung Quốc về thời kỳ này trên chỉ đề cập đến năm 266. Khoảng 150 năm tiếp theo không thấy sử liệu Trung Quốc đề cập về quốc gia Yamato. Các văn bản khắc trên kim loại hay đá có niên đại cuối thế kỷ 3 đầu thế kỷ 4 cũng hầu như chưa được tìm thấy ở Nhật Bản. Vì thế, chỉ có thể dựa vào các phát hiện khảo cổ học để tìm hiểu về chính trị và văn hóa trên quần đảo Nhật Bản thời kỳ đó.
Muộn nhất là vào khoảng chính giữa thế kỷ 4, các ngôi mộ cổ của các thủ lĩnh địa phương nhắc bắt đầu bước sang giai đoạn định hình hóa và có ở một phạm vi địa lý khá rộng từ giữa vùng Tōhoku đến tận phía nam Kyūshū. Tuy rằng kiểu mộ khác nhau, đầu vuông đuôi tròn, đầu vuông đuôi vuông, mộ vuông, mộ tròn; song 44 ngôi mộ lớn nhất đều là kiểu đầu vuông đuôi tròn và chúng phân bố rộng khắp từ phía bắc như ở bồn địa Yamagata (tỉnh Yamagata) và bồn địa Kitagami (tỉnh Iwate) tới phía nam như ở xứ Hyūga (nay ở tỉnh Miyazaki). Có nghĩa là, tầng lớp thủ lĩnh được chôn cất trong những ngôi mộ như vậy đã phân bố rất rộng từ miền Tây sang miền Đông Nhật Bản.

### Kiếm 7 mũi và bia Quảng khai thổ vương
Các nhà nghiên cứu đã tìm được một thanh kiếm 7 mũi trong đền Isonokami ở Nara mà theo một văn bản khắc vào kim loại thì nó được chế tác vào năm 369. Đây là thanh kiếm mà Thế tử xứ Baekje trên bán đảo Triều Tiên khi nước này mới được thành lập trên đất của Mahan đã tặng cho vua Yamato. Điều này cho thấy giữa vương quyền Yamato và vương quyền Baekje có quan hệ. Nếu dựa vào ghi chép trong Yamato Bumi thì có thể suy luận ra rằng việc Baekje tặng thanh kiêm 7 lưỡi cho Yamato là vào năm 372.
Bia Quảng khai thổ vương tìm được ở Tập An (thuộc tỉnh Cát Lâm của Trung Quốc), xưa vốn thuộc nước Goguryeo, cho biết Goguryeo đã chi viện cho Silla khi Silla bị người Yamato xâm lược thông qua Baekje, và Goguryeo đã 2 lần đánh bại quân Yamato xâm lược vào các năm 400 và 404. Bia này cũng chép rằng Yamato đã vượt biển và khiến Silla và Baekje phải thần phục. Các nhà nghiên cứu căn cứ văn tự trên bia này mà cho rằng Yamato theo yêu cầu của Baekje và liên minh Gaya đã xuất binh tới bán đảo Triều Tiên. Chính sử cổ nhất của người Triều Tiên là Samguk Sagi chép rằng vào năm 397 Thái tử Baekje là Jeonji đã tới Yamato làm con tin, rồi sau đó vào năm 405 vị thái tử này được Yamato tặng cho một hòn đảo làm căn cứ và xưng vương ở đó.
Các văn kiện về tổ chức chính trị của vương quyền Yamato thời kỳ này hầu như không có, do đó một sự kiện lớn như việc xuất binh tới bán đảo Triều Tiên có thực hay không vẫn chưa thể khẳng định; việc bố trí tướng sĩ, huy động nhân lực, tổ chức lực lượng thế nào còn nhiều điều không rõ. Song dù sao cũng có thể phán đoàn rằng, vương quyền Yamato đã có tính chất quân sự ngày rõ rệt trong quan hệ đối ngoại với nước ngoài.

### Thời kỳ của các ngôi mộ khổng lồ
Cuối thế kỷ 4 đến hết thế kỷ 5 được gọi là trung kỳ thời đại Kofun trong cách phân kỳ lịch sử. Ở thời kỳ này, những ngôi mộ quân chủ và mộ thủ lĩnh hình đầu vuông đuôi tròn vẫn thấy tiếp tục xuất hiện và có khuynh hướng ngày càng lớn thêm. Đặc biệt là trong nửa đầu thế kỷ 5 ở bình nguyên Kanai (phía nam bình nguyên Ōsaka) có ngôi mộ Kondagobyōyma dài tới 420 mét hay ngôi mộ Daisenryō dài tới 486 mét được xem là sánh ngang với lăng Tần Thủy Hoàng về mặt kích thước và xếp vào hạng lăng mộ vua chúa lớn nhất thế giới. Điều này cho thấy thế lực của vương quyền Yamato đã phát triển đến mức nào. Đồng thời, việc các mộ thủ lĩnh khổng lồ vốn tập trung nhiều ở bồn địa Nara trong thế kỷ 4 trở nên tập trung nhiều ở bình nguyên Kanai trong thế kỷ 5 hàm nghĩa là trung khu của vương quyền Yamato đã di chuyển từ bồn địa Nara tới bình nguyên Ōsaka. Có thể, điều này còn hàm ý rằng quyền minh chủ của vương quyền Yamato đã có sự thay đổi. Thậm chí có ý kiến cho rằng đã có sự thay đổi vương triều, chứ không phải hoàng thống Yamato là liên tục. Qua việc nghiên cứu miếu hiệu kiểu Nhật Bản, lại còn có thuyết ("Thuyết thay đổi vương triều") gọi vương triều ở thế kỷ 4 là vương triều Miwa (hay vương triều Sujin thuộc hệ Iri), còn vương triều ở thế kỷ 5 là vương triều Kanai (hay vương triều Ōjin hoặc vương triều Nintoku thuộc hệ Wake). Phản đối thuyết này có "Thuyết quốc gia khu vực" cho rằng thế lực Yamato đã mở rộng và hợp nhất với thế lực Kanai; và vì vậy, có thể gọi chung là "Vương quyền liên hợp Yamato-Kanai".

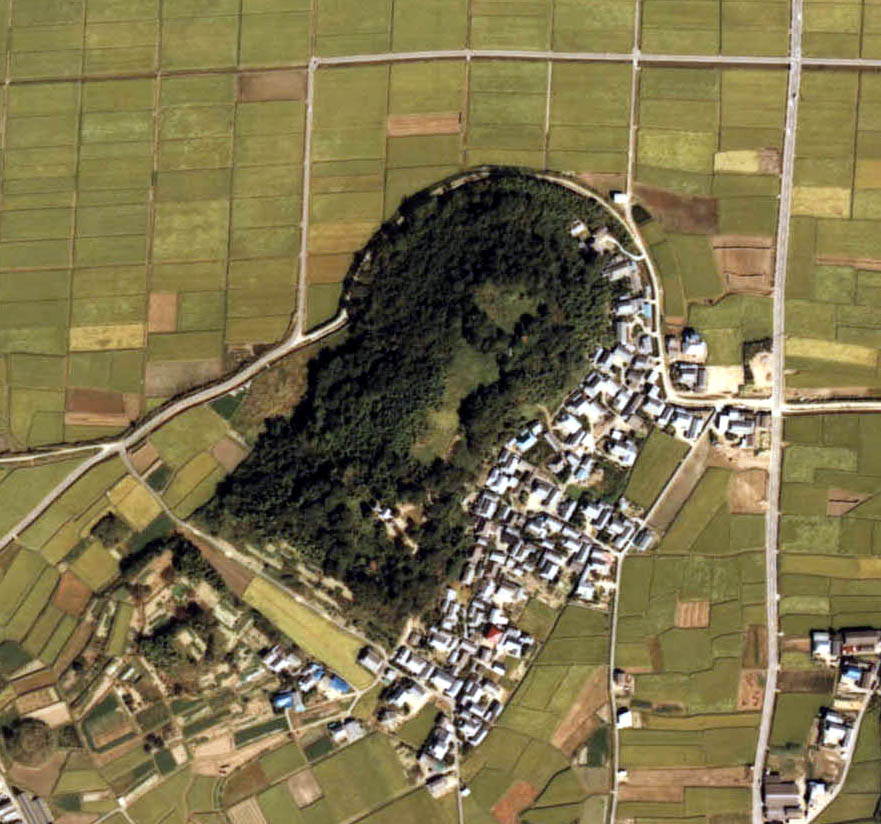
Ngôi mộ cổ Tsukuriyama ở Okayama nhìn từ trên không.

Nửa đầu thế kỷ 5, nếu nhìn rộng ra ngoài khu vực Yamato thì thấy ở nhiều nơi khác cũng có kiểu mộ khổng lồ đầu vuông đuôi tròn, như xứ Tsukushi (ở Fukuoka hiện nay), xứ Tango (ở tỉnh Kyōto hiện nay), xứ Kibi (ở Okayama hiện nay), xứ Keno (ở Kantō), xứ Hyūga (ở Miyazaki hiện nay). Ngôi mộ Tsukuriyama ở Okayama dài tới 360 mét, là ngôi mộ lớn thứ tư ở Nhật Bản; nó cho thấy thị tộc Kibi là một đại hào tộc thời đó và có thế lực rất mạnh và là một trong những thế lực quan trọng mà vương quyền Yamato cần phải liên minh. Điều này cũng cho thấy rằng mặc dù các hào tộc ở các xứ tuy phụ thuộc vào vương quyền Yamato nhưng vẫn phát huy được thế lực độc lập của mình.
Thuyết quốc gia độc lập cho rằng vào nửa cuối thế kỷ 5, các xứ Kibi, Keno, Hyūga, Izumo thực sự là những quốc gia địa phương. Và Yamato cũng được xem là một quốc gia địa phương như thế hoặc là một liên minh các quốc gia địa phương. Thông qua quá trình cạnh tranh giữa các quốc gia địa phương như vậy mà hình thành một quốc gia thống nhất.
Đầu thế kỷ 5 còn là thời kỳ của làn sóng nhập cư thứ nhất vào Nhật Bản. Yamato Bumi và Furukoto Fumi cho hay đã có những người Đông Hán, người Tần phục vụ cho triều đình Ōjin. Đồ gốm Sue được chế tác ở Nhật Bản trong chính thời kỳ này và có thể là nhờ kỹ thuật do những người nhập cư đưa tới.
Vào thế kỷ 5, lại thấy sách sử Trung Quốc nhắc tới nước Yamato (倭国) qua việc nước này cử sứ thần tới Trung Hoa để tiến hành việc triều cống hoàng đế Đông Tấn, Tống và các vua Tàu đã ban tước vương cho 5 vị quân chủ Yamato. Trong các tước được phong có "An Đông Tướng Quân Oa Quốc Vương" (phong năm 438, 443, và 462), "Sứ trì tiết đô đốc lục quốc chư quân sự" (năm 451). Các nhà nghiên cứu cho rằng việc triều cống và xin sắc phong này là để đổi lấy việc đảm bảo quyền lợi của Yamato ở khu vực miền nam bán đảo Triều Tiên, thực chất là công nhận quyền chi phối của Yamato ở đó.

### Chính quyền Wakatakeru
Năm 475, kinh đô Seoul của Baekje thất thủ, rơi vào tay đại quân Goguryeo. Vương tộc, mà trước tiên là vua Gareo, bị tàn sát. Kinh đô của Baekje phải di chuyển xuống miền Nam, tới Ungjin. Một làn sóng nhập cư lớn nữa tới Nhật Bản từ bán đảo Triều Tiên, chủ yếu là người Baekje. Nửa cuối thế kỷ 5 sang thế kỷ 6 là thời kỳ của vua Yūryaku. Vị Nhật hoàng này chính là người mà sách sử Trung Quốc gọi là 武, một trong 5 vị vua Yamato được vua Trung Quốc sắc phong đã đề cập ở trên.
Tống thư phần Oa quốc truyện cho biết, tại thời điểm năm 478, vị vua Yamato nói trên đã chinh phục được khá nhiều xứ ở phía đông, tây và bắc. Điều này cho thấy thế lực của vương quyền Yamato đã rất lớn mạnh và khuất phục được nhiều hào tộc các vùng. Thanh kiếm sắt Kinsakumei khai quật được trong ngôi mộ Inariyama ở tỉnh Saitama có khắc năm Tân Hợi (tức năm 471) và có khắc tên một người gọi là Wakatakeru Đại Vương. Yamato Bumi và Furukoto Fumi đều cho biết đó là tên thật của vua Yūryaku. Trên thanh kiếm sắt khai quật được trong ngôi mộ Etafunayama ở tỉnh Kumamoto cũng ghi như thế. Cái tên Wakatakeru được tìm thấy cả ở miền Đông Nhật Bản lẫn ở Kyūshū phù hợp với ghi chép trong Tống thư rằng vị vua Yamato này đã chinh phục được nhiều vùng đất. Thêm vào đó, mặc dù thanh kiếm tìm thấy ở Saitama là của một quan võ (chỉ huy lực lượng bảo vệ cung điện của đại vương, dựa vào mấy chữ 「杖刀人首」 khắc trên thanh kiếm), còn thanh kiếm tìm thấy ở Kumamoto là của một quan văn (cũng dựa vào mấy chữ 「典曹人」 khắc trên thanh kiếm), nhưng kiểu cách của chúng giống nhau, chứng tỏ đều là người phục vụ vương quyền. Nó cho thấy thời kỳ này giữa vương quyền Yamato và các thế lực chính trị địa phương có quan hệ kiểu quan chế.
Ngoài ra, trên các văn tự khắc khác, người ta còn tìm thấy những cách gọi Sumeramikoto (治天下大王 - amenoshita shiroshimesu ōkimi, hay sumera no mikoto, Trị Thiên Hạ Đại Vương) ở hai ngôi mộ nói trên cho thấy vương quyền Yamato tự xem vị đại vương của mình có thiên hạ riêng bên cạnh thiên hạ của vua Tống.
Những thợ thủ công đã được huy động thành đội ngũ, bố trí trong các cơ quan chế tạo đồ tùy táng, cơ quan dệt vải, cơ quan chế tạo yên ngựa và cơ quan vẽ tranh, và có lẽ đều giao cho người nhập cư phụ trách. Đồng thời, việc sử dụng chữ Hán ngày một nhiều hơn, thể hiện trên ghi chép và đồ vật, văn thư ngoại giao. Việc huy động người nhập cư làm việc phục vụ vương quyền đã đạt đến độ chuyên nghiệp hóa.
Mặt khác, qua quan sát những ngôi mộ thủ lĩnh trong nửa cuối thế kỷ 5, thấy số lượng mộ lớn ít hẳn đi, chỉ còn mộ của vua của vương quyền Yamato là có kích thước trên 200 mét kiểu đầu vuông đuôi tròn. Từ đây có kết luận rằng quyền lực của các đại vương Yamato đã lớn tới mức tuyệt đối, và tính cách của vương quyền Yamato đã thay đổi hẳn - không còn là liên minh chính trị đơn thuần như trước nữa. Nhà nghiên cứu Hirano Kunio (平野邦雄) nhận xét rằng, với việc tổ chức đội ngũ quan lại một cách chặt chẽ và quy củ vương quyền Yamato đã đạt đến giai đoạn có thể xem là triều đình Yamato.

## Thời kỳ chuyển hóa
Bất chấp những nỗ lực của vua Wakatakeru, khoảng nửa cuối thế kỷ 5 nửa đầu thế kỷ 6 là thời kỳ vương thống bị suy yếu, có một số lần bị đứt đoạn. Việc thông giao với vương triều ở Trung Quốc cũng bị ngưng lại. Việc năm 474, Baekje (đồng minh của Yamato dựa trên quan hệ kinh tế và chính trị) bị Goguryeo đẩy lùi về phía nam hàm nghĩa quyền lợi của Yamato ở miền nam bán đảo Triều Tiên bị đẩy lui. Tài nguyên sắt mà Yamato vẫn nhập khẩu từ Baekje bị giảm sút, khiến cho sản xuất nông nghiệp bị đình trệ. Kinh tế của các hào tộc phụ thuộc vào vương quyền Yamato bị suy thoái dẫn tới hỗn loạn. Suy thoái kinh tế và chính trị như vậy là nguyên nhân của hỗn loạn trong vương thống Yamato.
Cuối thế kỷ 5 đầu thế kỷ 6, những ngôi mộ thủ lĩnh kiểu mới xuất hiện. Chúng cho thấy mặc dù vua Wakatakeru đã thành công trong việc tăng cường sức mạnh thống trị của đại vương Yamato, song các thế lực vẫn tồn tại từ trước đến lúc này bắt đầu vùng dậy. Đây có thể là một nguyên nhân của việc vương quyền Yamato bị suy yếu.
Đầu thế kỷ 6, vua Ohodo xuất thân từ tầng lớp hào tộc ở xứ Ōmi (ở tỉnh Shiga hiện nay) và Hokuriku xuất hiện và thống nhất lại vương thống Yamato. Trong thời kỳ của vua Ohodo, một hào tộc có thế lực ở Bắc Kyūshū là Tsukushinokimi Iwai đã liên kết với Silla để phát động xung đột quân sự với vương quyền Yamato (loạn Iwai) nhưng đã bị trấn áp. Sự kiện này đã thúc đẩy vua Ohodo xuất binh tới miền nam bán đảo Triều Tiên và tăng cường chinh thảo và thống nhất các miền trên quần đảo Nhật Bản, đẩy mạnh việc thống nhất về chính trị trên quần đảo này.

## Thời kỳ thành lập quốc gia Yamato
Sau thời kỳ nói trên, các hoạt động đối ngoại của vương quyền Yamato giảm đi, nhưng các hoạt động đối nội được đẩy mạnh. Cùng với việc du nhập phép làm lịch và các văn vật từ Trung Quốc qua bán đảo Triều Tiên, cả dân chúng lẫn tầng lớp hào tộc đều được sắp xếp lại có thứ bậc. Xung đột giữa vương tộc và các hào tộc có thể lực bùng nổ nhiều hơn. Vào cuối thế kỷ 6, sau khi giành thắng lợi trong một số cuộc phân tranh như vậy, Nhật hoàng Suiko, Thái tử Shōtoku và Soga no Umako đã xây dựng được một nền tảng chính trị vững chắc, thành lập hệ thống quan chức gồm 12 bậc và xây dựng Hiến pháp 17 điều. Qua đó, vương quyền được đổi mới đáng kể, hình thái chính trị gọi là vương quyền Yamato bị xóa bỏ, nhà nước Yamato cổ đại được thành lập.

## Vương hiệu
Các vị quân chủ của vương quyền Yamato khi làm đối ngoại với Trung Hoa và Triều Tiên thì xưng hiệu mà nếu viết bằng chữ Hán là 倭国王 hoặc 倭国. Song trong nước, họ xưng là 治天下大王 (phát âm là Amenoshitashiroshimesuookimi), 大王 (phát âm là Ookimi) hoặc 大公主. Căn cứ vào kết quả khảo cổ, thì từ khoảng thế kỷ 5, vương hiệu là 治天下大王. Có ý kiến rằng với vương hiệu này, các quân chủ Yamato muốn khẳng định rằng Yamato có "thiên hạ" riêng khác với "thiên hạ" của vương triều Trung Hoa.